# Copris cribricollis
Copris cribricollis är en skalbaggsart som beskrevs av Gillet 1910. Copris cribricollis ingår i släktet Copris och familjen bladhorningar. Inga underarter finns listade i Catalogue of Life.